# Android Gingerbread
Android 2.3 Gingerbread是谷歌开发的Android移动操作系统的第七个版本，于2010年12月发布。Gingerbread引入了对近场通信（NFC）和對話啟動協定（SIP）的支持。
2010年12月发布的Nexus S智能手机，是谷歌Nexus系列中第一款运行Gingerbread的手机，也是该系列中第一款内置NFC功能的手机。
截至2020年4月，谷歌发布的统计数据显示，在所有访问過Google Play的Android设备中，有0.2%的设备依舊运行著Gingerbread。
Google宣布，2021年9月27日後將不再支援2.3.7及更舊版的Android 手機上登入 Google，同時代表Gmail、YouTube、Google Maps等服務將受影響。